# Сингёто-рю
Сингёто-рю (яп. 心形刀流 «школа меча, подобного сердцу») — школа кэндзюцу, классическое боевое искусство Японии, основанное в 1682 году мастером по имени Иба Дзёсуйкэн Хидэаки (яп. 伊庭是水軒秀明).

## История
Школа Сингёто-рю была основана в 1682 году мастером по имени Иба Дзёсуйкэн Хидэаки. Название стиля переводится как «школа меча, подобного сердцу» (сердце, дух — син, форма, образ — гё, меч — то). Сингёто-рю уделяет большое внимание философии фехтования, особенно принципу «то-хо-но-сё-син» или «сердцу меча». В основу школы вошли такие дисциплины, как кэндзюцу (одати, кодати, нито), иайдзюцу и нагинатадзюцу.
Во времена периода Бакумацу додзё школы, Рэнбукан, было одним из четырех крупнейших додзё в городе Эдо. Традиции Сингёто-рю практиковали такие личности, как Хатиро Иба, Хидэтоси Иба, Кай Симада и Торадзо Мицухаси.
На сегодняшний день школу представляет Кобаяси Масао, хранитель традиций стиля в 5-м поколении и представитель Камэяма Унбудзё. Кроме того, Сингёто-рю входит в состав организации Нихон Кобудо Кёкай.